# Issadophlebia
Issadophlebia – wymarły rodzaj owadów z rzędu świerszczokaraczanów i rodziny Atactophlebiidae, obejmujący tylko jeden znany gatunek: Issadophlebia fusa.
Rodzaj i gatunek opisany został w 2015 roku przez Daniła Aristowa. Opisu dokonano na podstawie pojedynczej skamieniałości fragmentu przedniego skrzydła, odnalezionej na terenie obwodu wołogodzkiego w Rosji i pochodzącej z piętra siewierdowinianu w górnym permie.
Owad ten miał przednie skrzydło długości około 12 mm, o lekko wypukłym przednim brzegu. Sektor radialny zaczynał się rozgałęziać w odsiebnej ćwiartce skrzydła, a początek brał w ćwiartce nasadowej i na jego wysokości pole kostalne było czterokrotnie szersze od pola subkostalnego. Użyłkowanie charakteryzowała sięgająca odsiebnej ćwiartki skrzydła żyłka subkostalna, zaczynająca się rozgałęziać jeszcze przed nasadą sektora radialnego żyłka medialna, grzebieniasta z tyłu tylna żyłka medialna i s-kształtna druga odnoga przedniej żyłki kubitalnej.